# Estadio Julio H. Grondona
Das Estadio Julio H. Grondona ist ein Fußballstadion in der argentinischen Stadt Sarandí, Gran Buenos Aires. Es bietet Platz für 18.300 Zuschauer und ist die Heimspielstätte des Fußballvereins Arsenal de Sarandí.

## Geschichte
Das Estadio Julio Humberto Grondona wurde 1964 fertiggestellt und am 22. August des Jahres eröffnet. Es befindet sich im Partido Avellaneda, einem industriellen Vorort der argentinischen Hauptstadt Buenos Aires. In Avellaneda ist das Estadio Julio H. Grondona das drittgrößte Stadion hinter dem Estadio Presidente Perón des Racing Club und dem Estadio Libertadores de América von CA Independiente, die beide mehr als fünfzig tausend Zuschauer fassen. Knapp hinter dem Estadio Julio H. Grondona liegt noch das Estadio Nueva España, wo Deportivo Español spielt und achtzehn tausend Menschen hinein passen. Das Estadio Julio H. Grondona ist benannt nach Julio Grondona (1931–2014), einem argentinischen Fußballfunktionär. Grondona gründete 1957 zusammen mit seinem Bruder den Verein Arsenal de Sarandí und stand diesem bis 1976 vor. Er war Mitglied des FIFA-Exekutivkomitees und Präsident des argentinischen Fußballverbandes.
Der Verein konnte bislang noch nie die argentinische Meisterschaft gewinnen. Der größte Erfolg in der Vereinsgeschichte ist der Gewinn der Copa Sudamericana 2007, als im Endspiel der Club América aus Mexiko mit 2:3 im Aztekenstadion von Mexiko-Stadt und 2:1 im Estadio Presidente Perón in Avellaneda, das Estadio Julio H. Grondona war mit seinen gut 18.000 Plätzen zu klein für ein solches Endspiel, durch die Auswärtstorregel besiegt wurde. Aktuell spielt Arsenal de Sarandí in Argentiniens höchster Fußballliga, der Primera División.